# Gibson (Stradivarius alto)
Pour les articles homonymes, voir Gibson.
Le Stradivarius Gibson, également connu sous le nom de Saint Senoch, est un violon alto fabriqué vraisemblablement en 1734 par le luthier de Crémone Antonio Stradivari. Appartenant à la période tardive de Stradivari, il est considéré comme le dernier alto réalisé par le maître crémonais. Les spécialistes estiment que l'instrument a de bonnes qualités acoustiques et son état est jugé bon.

## Description

### Authenticité
Le violon alto Gibson a été fabriqué par le luthier crémonais Antonio Stradivari en 1734. L'instrument étant dépourvu d'étiquette, l'estimation de son année de conception est issue d'une expertise réalisée par les frères Hill. Si d'autres experts ont proposé une année de fabrication en 1728, la majorité des spécialistes suivent l'estimation en 1934. 
L'instrument doit son nom à l'un de ses propriétaires, le violoniste anglais George Gibson.
Le Stradivarius Gibson est considéré comme le dernier alto fabriqué par Antonio Stradivari,.

### Caractéristiques
Le Stradivarius alto Gibson est un instrument de la période tardive d'Antonio Stradivari. Néanmoins, Antonio Stradivari a peu changé l'architecture des altos qu'il fabriquait. Par conséquent, le Gibson s'inscrit dans le modèle des contraltos conçus à l'époque.
Le Gibson est un alto de 41.15 centimètres (longueur du fond de l'instrument),,. Le fond de l'instrument est constitué d'une seule pièce d'un bois ondé. Il a par ailleurs été taillé directement dans le bois et n'a pas été retravaillé pour des finitions ou des réglages,.
La table d'harmonie du Stradivarius est légèrement plus longue, de l'ordre d'un millimètre. Les deux parties qui la composent sont discontinues : elles sont du même bois, probablement le même tronc, mais ne sont pas issues des mêmes parties. Les f sont légèrement asymétriques et taillés de manière anguleuse,.
La voûte du Gibson est importante. Elle est formée à la fois par la voussure du fond et de la table d'harmonie, celle du fond étant plus marquée.
Les largeurs maximales des premier (niveau du cordier) et dernier (vers le manche) tiers du Gibson sont d'environ 24,05 et 18,5 centimètres,. La largeur minimale du second tiers (niveau du chevalet) est d'environ 12,75 centimètres. Dans son tiers supérieur, la forme du Gibson est arrondie, ce qui permet une bonne mobilité de la main gauche pour les positions hautes.
Les éclisses sont dans un bois légèrement flammé, différent de celui utilisé pour le manche et la tête de l'instrument. Leur hauteur se situe entre 3,5 et 3,7 centimètres selon la localisation.
À l'intérieur de la caisse , les joints des éclisses et le tasseau de l'alto sont en peuplier ou en saule.
La tête du Stradivarius est relativement étroite. Contrairement à plusieurs autres têtes d'alto réalisées par Antonio Stradivari, elle est davantage taillée à la manière d'un violon plutôt que d'un violoncelle. Les volutes sont finement travaillées.
Le vernis du Gibson est de couleur orangée avec des reflets jaune,. La teinte est plus foncée au niveau de la table d'harmonie et de la tête de l'alto.

### Qualité sonore
Selon l'expert Ernest Doring, le Stradivarius Gibson dispose de grandes qualités acoustiques.

### Luthiers et experts en charge de l'instrument
L'état du Gibson est jugé bon par les experts,.
Le Gibson apparaît dans les archives de plusieurs luthiers et experts (W. E. Hill & Sons, Rudolph Wurlitzer Co., Hamma & Co ou Albert Caressa ou Emil Herrmann), notamment lors de ses ventes.
En 1986, le luthier Roger Hargrave indique que le Stradivarius n'a pas été ouvert depuis de nombreuses années.

## Histoire
L'alto Gibson a connu de nombreux propriétaires au cours du XIXe siècle et du début du XXe siècle. Le violoniste anglais George Gibson l'achète durant le premier quart du XXe siècle et donne son nom à l'instrument. 
L'altiste William Primrose a joué sur le Gibson. 
En 1961, Rolf Habisreutinger acquiert l'instrument. Par la suite, l'instrument est transféré dans la collection de la Stradivari Stiftung Habisreutinger, fondation créé par le mécène. L'alto est depuis régulièrement prêté à différents interprètes. 

## Propriétaires
Les propriétaires et musiciens attestés sont les suivants, :
| Propriétaire                                    | Depuis | Jusqu'en | En   |
| ----------------------------------------------- | ------ | -------- | ---- |
| Joseph Gillott                                  |        | 1872     |      |
| George Hart                                     | 1872   |          |      |
| Marquis de Saint Senoch                         |        | 1886     |      |
| Veuve du Marquis de Staint Senoch               | 1886   |          |      |
| Baron Johann Knoop                              | 1891   |          |      |
| George Alfred Gibson                            |        | 1924     |      |
| Captain H. S. Murray                            |        | 1926     |      |
| Hans Kühne                                      |        |          |      |
| Mme Robert Woods Bliss                          | 1937   |          |      |
| Samuel L. Crocker                               |        |          | 1961 |
| Rolf Habisreutinger                             |        |          | 1975 |
| Stradivari Stiftung Habisreutinger (Saint-Gall) |        | Actuel   |      |